# 社会主义的前提和社会民主党的任务

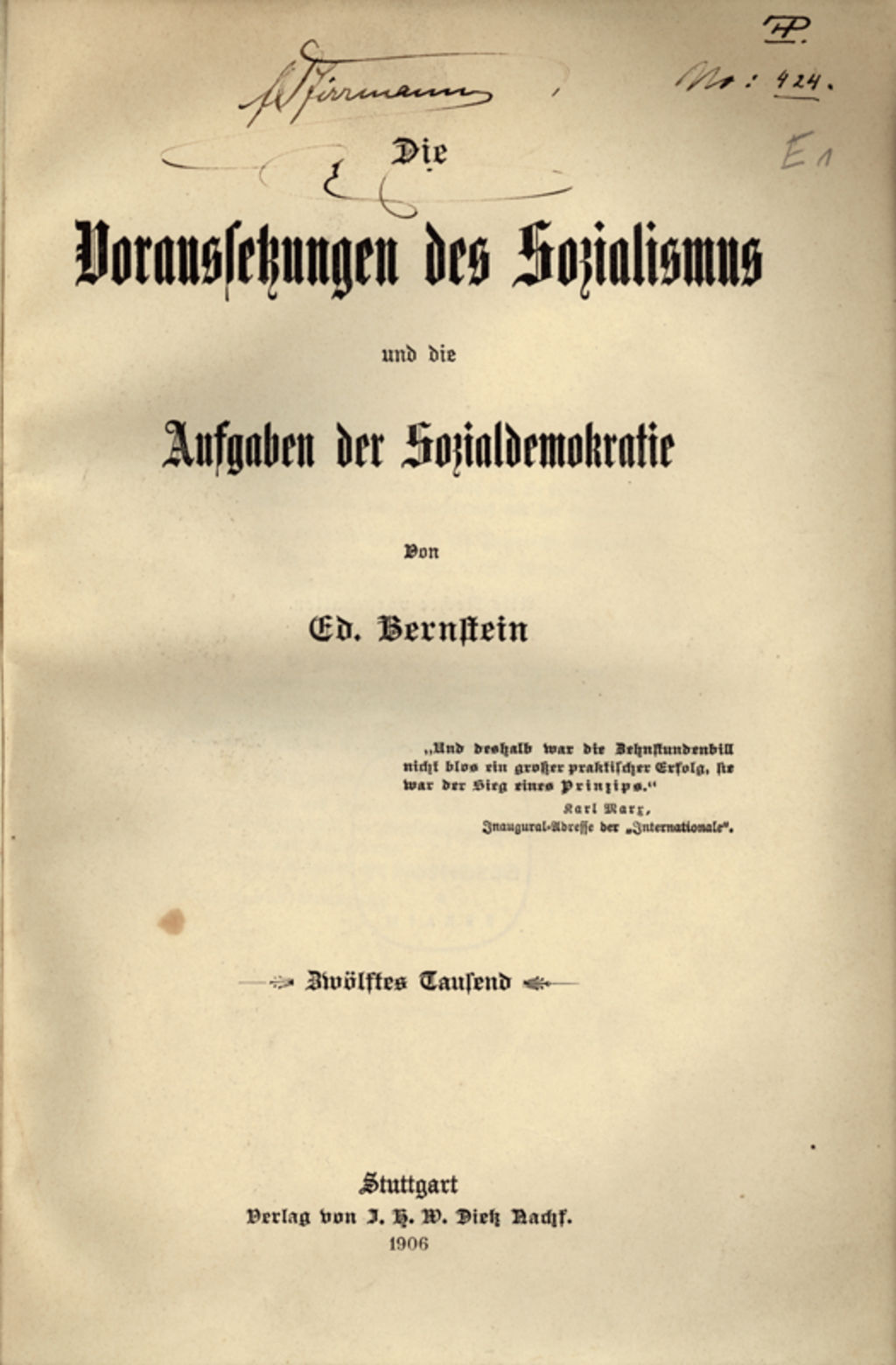
1906年版

《社会主义的前提和社会民主党的任务》（德語：Die Voraussetzungen des Sozialismus und die Aufgaben der Sozialdemokratie）是1899年由爱德华·伯恩施坦出版的一本书籍。该书是由两篇分别于1897年和1899年先行发表于卡爾·考茨基所创办的杂志《新时代》上的小文章总结和修订扩展而成，并很快在德国社会民主主义思潮中占据了重要地位。伯恩斯坦作为社会民主党内修正主义理论的创始人，首次在该书中表达了他的相关理论观点。

## 内容
伯恩斯坦主张修改或否定马克思的理论。因为马克思在引用大卫·李嘉图和黑格尔的观点时，做的分析往往是不科学的，且在现实中找不到合适验证。结合现有的资产阶级经济学之後，他否定了“劳动价值理论”，并且还反对“作为马克思最重要的成就之一，剩余价值理论”。伯恩斯坦认为，阶级斗争不是在增加，而是在减少。他尝试基于德国，荷兰，英国的统计数据来说明资本并不会随着时间有集中趋势（这一预测与马克思的观点相反）。他认为卡特尔和行业联合会促进了资本主义的有序发展，因此他也质疑马克思对资本主义周期性的生产危机的思考。书中他集中将马克思的理论与他的渐进社会主义概念进行了对比。

## 反应
与此同时，社会民主党内立即有正统马克思主义者反击了这一理论。早在1898年，罗莎·卢森堡就批判了伯恩斯坦，并表述了她的崩溃理论。 她将伯恩斯坦的理论描述如下：
这全部理论归结起来实际上无非是劝说大家放弃社会民主党的最终目标，即社会主义革命，而反过来把社会改良从阶级斗争的一个手段变成阶级斗争的目的。伯恩施坦自己极为中肯、极为精确地表述了他的观点，他写道：“最终目标无论是什么，反正对我来说是微不足道的，运动才是一切！”。——罗莎·卢森堡，《社会改良还是革命？》。
同样，考茨基也详细批评了伯恩斯坦的观点。
正如考茨基所说的那样，资产阶级报刊也引用了伯恩施坦的文章：
...社会民主党人写一本社会民主的书并不是什么耸人听闻的事。
然而当一位出色的社会民主党人，一位“最正统的”马克思主义者，写了一本书，庄严地烧毁了他迄今所崇拜的东西，并崇拜他迄今为止所燃烧的东西时，情况就大不相同了。资产阶级民主派成为社会民主党人是一个普遍的情况，而资产阶级报刊没有理由将这些案件挂于大钟上。完全不同的是，最后，相反的情况似乎出现了。...显而易见的是，资产阶级报刊在这个意义上接纳并利用了他的观点，并且欣喜若狂。经过这么多次失败终于取得了胜利！最终有迹象表明，在骄傲而不可一世的社会民主党内居然有了一个开始向自己所属政党发疯的人，对胜利信心充满了疑虑与困惑。这样的好消息怎么宣传都不为过 。——卡尔·考茨基

## 影响
这本书很快在德国社会民主党内得到了重视。一方面，伯恩斯坦长期以来一直是弗里德里希·恩格斯的朋友和合作者，同样是活跃在劳工运动中的权威人物，拥有着很高的威望；另一方面，他是德国社会民主党中修正主义路线的创始人，在此书他首次阐明他的基本理论要点；除此以外，爱德华·伯恩斯坦的政治主张有其社会基础。例如，1895 年，资本主义开始进入长期繁荣阶段，这为改善工人群众的生活条件提供了基础，使其更容易走向倡导渐进、和平的资本主义改革道路。
|                   | 人们既无法确认到世界经济即将大崩坏的种种迹象，也无法只将改善劳动者条件的努力视为短期工作。 |
| ——爱德华·伯恩施坦 |                                                                                            |

伯恩斯坦的修正主义立场产生的另一个原因可以追溯回其所处的帝国主义时代背景。现在，资本主义可以对帝国主义中心的部分工人阶级做出让步，以缓和社会矛盾（劳工贵族），这为政治改革提供了基础。

## 文献
- Eduard Bernstein: Erklärung an den Parteitag. 29. September 1898 (online （页面存档备份，存于）).
- Eduard Bernstein: Die Voraussetzungen des Sozialismus und die Aufgaben der Sozialdemokratie. 1899 (online).
- Eduard Bernstein: An meine socialistischen Kritiker. In: Socialistische Monatshefte. 1/1900 (Januar 1900), S. 3–14 (online （页面存档备份，存于）).
- Karl Kautsky: Bernstein und das Sozialdemokratische Programm. Eine Antikritik. Dietz, Stuttgart 1899 (online).
- Karl Kautsky: Rede gegen die revisionistischen Auffassungen Eduard Bernsteins. September 1901 am SPD-Parteitag (online （页面存档备份，存于）).
- Rosa Luxemburg: Sozialreform oder Revolution. In: Leipziger Volkszeitung. Nr. 219–225, 21.–28. September 1898, und Nr. 76–80, 4.–8. April 1899 (2. Auflage 1908 online （页面存档备份，存于）).
- Rosa Luxemburg: Kautskys Buch wider Bernstein. In: Leipziger Volkszeitung. Nr. 218–221, 20.–23. September 1899 (online （页面存档备份，存于）).

## 网站链接
- Helga Grebing, Walter Euchner: Geschichte der sozialen Ideen in Deutschland （页面存档备份，存于）, S. 162–66.